# Menispermum canadense
Ménisperme du Canada, Raisin de couleuvre
Espèce
Synonymes
- Cissampelos smilacina L.[2]
- Menispermum angulatum Moench[2]
- Menispermum canadense var. lobatum Pursh[2]
- Menispermum canadense var. mexicanum (Rose) B.C. Kundu & S. Guha[2]
- Menispermum mexicanum Rose[2] [1]
- Menispermum smilacinum (L.) DC.[2]
- Otamplis vitifolia Rafin.[2]

Le Ménisperme du Canada, ou Raisin de couleuvre (Menispermum canadense), est une espèce de plantes à fleurs de la famille des Menispermaceae. C'est une plante vivace rustique qui produit de longues lianes. Le Ménisperme du Canada est originaire de l'Est de l'Amérique du Nord, du Sud du Canada jusqu'au Nord de la Floride et de la côte atlantique à l'ouest jusqu'au Manitoba et au Texas. Elle est présente dans les fourrés, les bois humides et les berges des ruisseaux.

## Description
Le ménisperme du Canada est une plante ligneuse vivace haute de 2 à 4 m à tiges volubiles. Le ménisperme du Canada présente des feuilles vertes dont chacune contient de trois à sept lobes et des baies violet foncé vénéneuses qui ressemblent à des raisins sauvages. Les petites fleurs blanchâtres, souvent cachées sous les feuilles, s'épanouissent au printemps en juin. Les graines du ménisperme du Canada sont en forme de demi-lune, alors que celles des raisins sauvages sont rondes.

## Habitat
C'est une plante grimpante qui aime le plein soleil ou la mi-ombre. Ce sont des plantes sauvages qui poussent le long des rivières et dans les sous-bois d'arbres feuillus autour desquels elles s'enroulent.

## Toxicité
Toutes les parties de ces plantes sont connues pour être toxiques. La toxine principale est l'alcaloïde dauricidine. Ses fruits sont toxiques et peuvent être mortels. En cherchant des raisins sauvages, il faut examiner les graines du fruit pour s'assurer que l'on ne mange pas de graines de lune : les graines de lune ont une seule graine en forme de croissant, tandis que les raisins ont des graines rondes. Les différences de goût devraient également être un indicateur du fait qu'un spécimen est ou non du raisin ou de la graine de lune, les graines de lune ont un goût qui est décrit comme « rang ». En outre, la vigne des graines de lune manque de vrilles, tandis que la vigne du raisin sauvage a des vrilles fourchues.

## Utilisations

### Traditionnelles
Les Cherokee l'utilisaient comme laxatif et comme aide gynécologique et vénérienne. La racine était utilisée pour les maladies de la peau. Les Lenapes l'utilisaient dans un baume pour les plaies sur la peau. Il a été utilisé pour une variété d'usages médicinaux par les Américains d'origine européenne.

### Médicaux
Quelques maladies ou affections pouvant être prévenues, traitées ou soulagées avec cette plante médicinale comme la goutte, rhumatisme, scorbut.